# Dinastía Shishman
Shishman (en búlgaro: Шишман), también Shishmanidas o Shishmanovtsi (en búlgaro: Шишмановци), fue una dinastía real medieval búlgara de posible origen cumano.
La dinastía Shishman gobernó consecutivamente el Segundo Imperio búlgaro durante aproximadamente un siglo, desde 1323 hasta 1422, cuando fue conquistada por los otomanos. Los Shishmanidas estaban relacionados con la dinastía Asen, y según el historiador de la República de Ragusa Lukarić, también con su predecesora, la dinastía Terter. Según el historiador búlgaro Plamen Pavlov el fundador de la dinastía Shishman, el déspota Shishman de Vidin, pudo haber sido hermano de Jorge I Terter, el primer gobernante de la dinastía Terter en Bulgaria, así también habría llegado a Bulgaria por el Reino de Hungría después de 1241.

## Miembros
Entre sus miembros más notables fueron:
- Déspota Shishman de Vidin

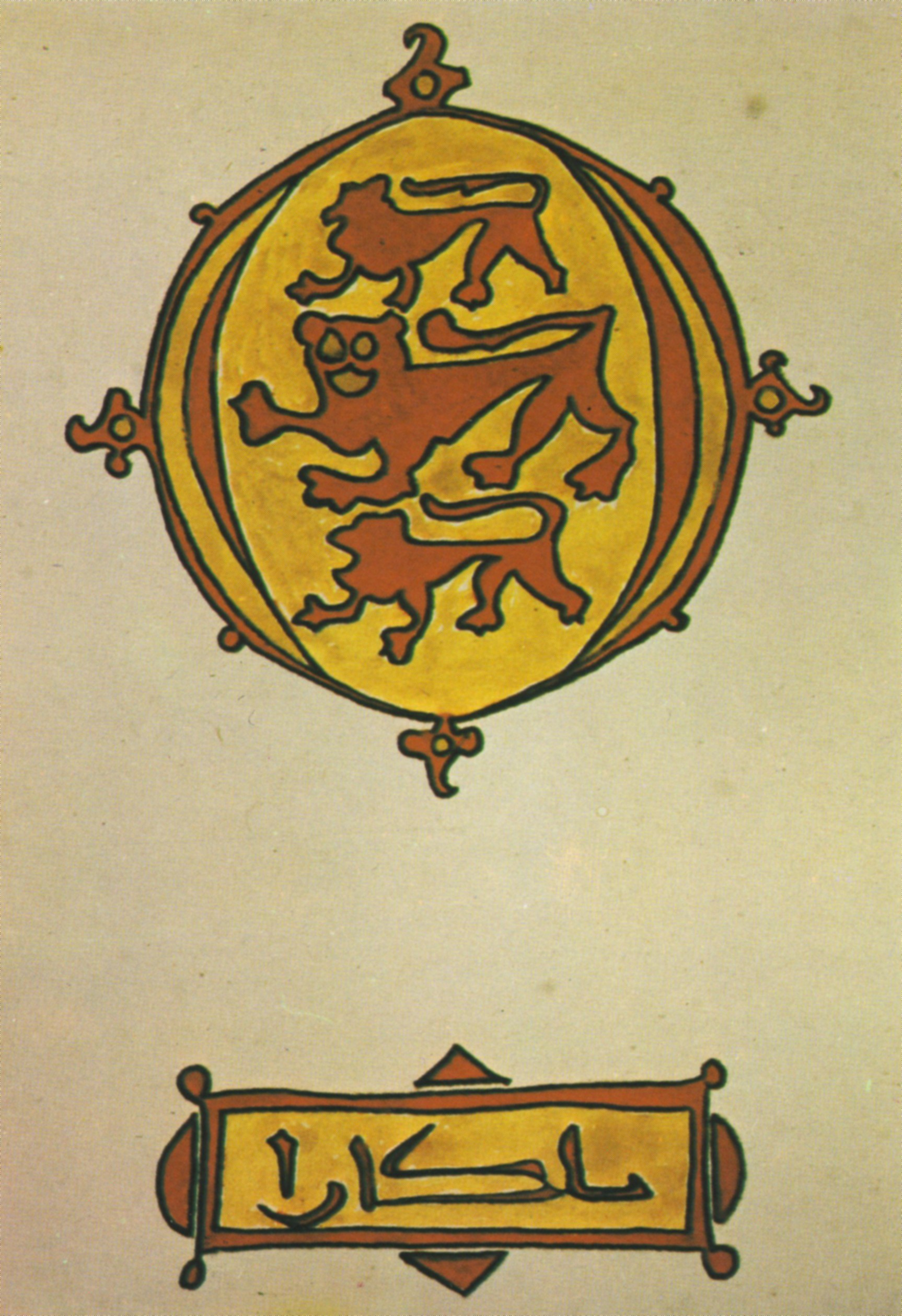
Escudo de armas del zar búlgaro Iván Shishman, según miniatura de la segunda mitad del.

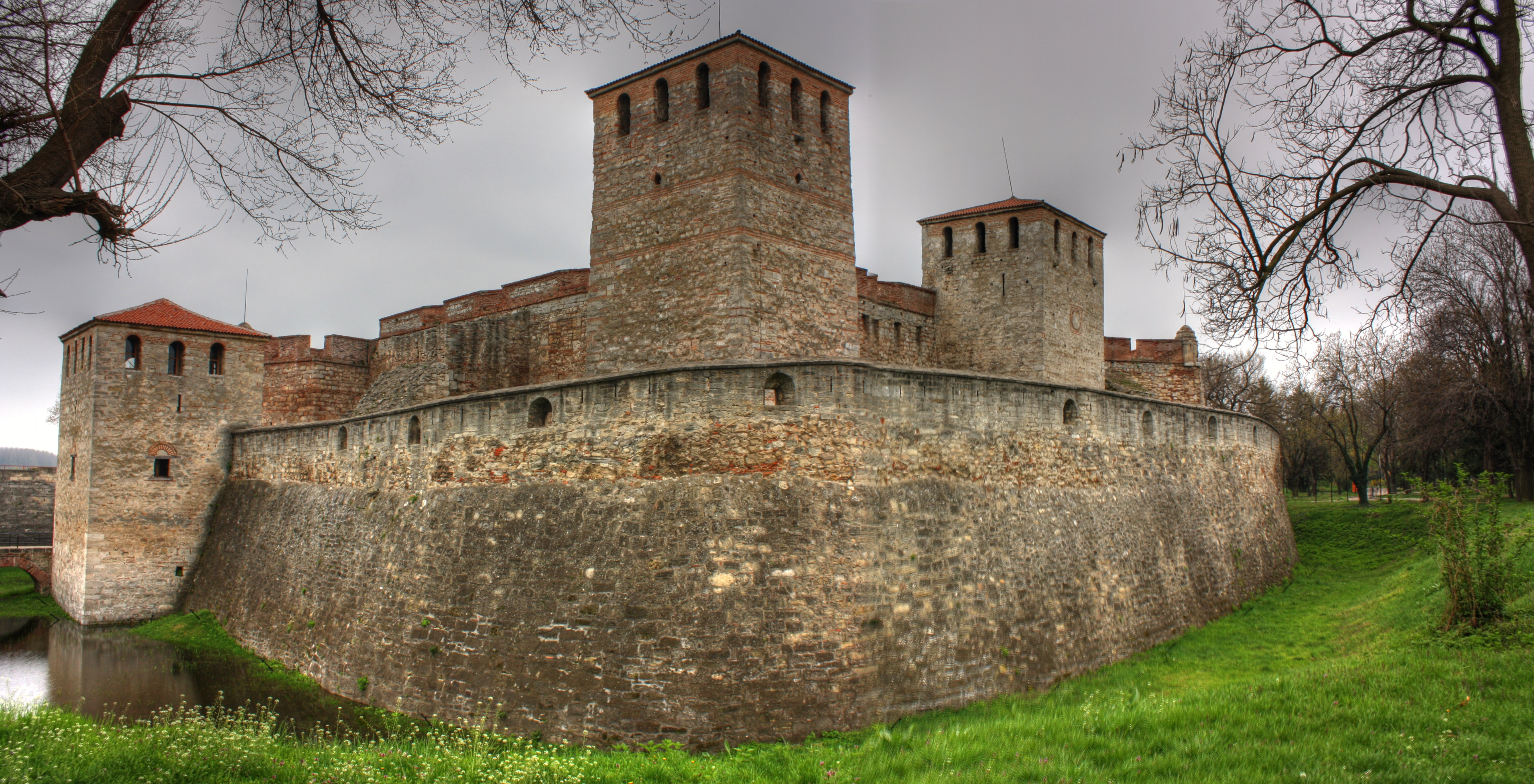
El castillo de Baba Vida en Vidin, capital del reino semiindependiente de Shishman.

- Miguel Shishman (Miguel Asen III) (nacido después de 1280, gobernó desde 1323 hasta 1330)

- Iván Esteban (gobernó desde 1330 hasta 1331)

- Déspota Belaur de Vidin (murió en 1336)

- Iván Alejandro (sobrino de Miguel Shishman) (gobernó desde 1331 hasta 1371)

- Miguel Asen IV (nacido alrededor de 1322, coemperador desde 1332 hasta 1355)
- Iván Esratsimir (nacido entre 1324/1325, gobernó desde 1356 hasta 1397 en Vidin)

- Dorotea de Bosnia
- Constantino II (nacido a principios de 1370, gobernó desde 1397 hasta 1422 en Vidin y en el exilio)

- Iván Shishman (nacido entre 1350/1351, gobernó desde 1371 hasta 1395 en Tarnovo)

- José II de Constantinopla (posible hijo ilegítimo) (Patriarca de Constantinopla 1416-1439)
- Fruzhin (murió alrededor de 1460)

## Monarcas

### Principado/Zarato de Vidin
| Imagen | Nombre      | Desde | Hasta | Descripción |
| ------ | ----------- | ----- | ----- | --- |
|        | Shishman    | 1280  | 1308  | El fundador de la dinastía. |
|        | Miguel I    | 1308  | 1323  | Hijo del príncipe Shishman, elegido zar de Bulgaria con el nombre de Miguel III.                                                  |
|        | Belaur      | 1323  | 1337  | Hermano del príncipe Miguel I |
|        | Miguel II   | 1337  | 1356  | Hijo del príncipe Miguel I. |
|        | Esratsimir  | 1356  | 1397  | Tercer hijo Iván Alejandro. Gobernó en Vidin. Capturado por los otomanos en 1396 y encarcelado en Bursa donde fue estrangulado.   |
|        | Constantino | 1397  | 1418  | Pasó la mayor parte de su vida en el exilio. La mayoría de los historiadores no lo incluyen en la lista de los monarcas búlgaros. |

### Principado de Karvuna
| Imagen | Nombre     | Desde | Hasta | Descripción                                        |
| ------ | ---------- | ----- | ----- | -------------------------------------------------- |
|        | Esratsimir | 1300  | 1330  | Padre del zar Iván Alejandro.                      |
|        | Keratsa    | 1330  | 1340  | Esposa de Sracimir y madre del zar Iván Alejandro. |

### Zarato de Tarnovo
| Imagen | Nombre              | Desde | Hasta | Descripción |
| ------ | ------------------- | ----- | ----- | --- |
|        | Miguel III Shishman | 1330  | 1308  | Príncipe de Vidin. Murió en la batalla de Velbazhd el 28 de julio de 1330 contra los serbios. |
|        | Iván Esteban        | 1330  | 1331  | Hijo de Miguel III Shishman. Fue depuesto en marzo de 1331 y huyó a Serbia. Pudo haber muerto en 1373. |
|        | Iván Alejandro      | 1331  | 1371  | Déspota de Lovech. Descendiente de las dinastías Asen, Terter y Shishman. Segunda Edad de oro de la cultura búlgara. Falleció de muerte natural el 17 de febrero de 1371, dejando a Bulgaria dividido entre sus hijos. |
|        | Iván Shishman       | 1371  | 1393  | Cuarto hijo de Iván Alejandro. Decapitado por los otomanos el 3 de junio de 1395. |

### Principado de Valona
| Imagen | Nombre    | Desde | Hasta | Descripción |
| ------ | --------- | ----- | ----- | --- |
|        | Comneno   | 1346  | 1363  | Hermano del zar Iván Alejandro.                                                                                              |
|        | Alejandro | 1363  | 1368  | Hijo del príncipe Comneno.                                                                                                   |
|        | Comnena   | 1368  | 1396  | Hija del príncipe Comneno. Se casó con Balša II Balšić (1372-1385), señor de Kanina y Valona, y finalmente duque de Albania. |

### Principado de Serres
| Imagen | Nombre | Desde | Hasta | Descripción                                                                     |
| ------ | ------ | ----- | ----- | ------------------------------------------------------------------------------- |
|        | Helena | 1355  | 1367  | Hija de Esratsimir de Kran y Keratsa Petritsa y hermana del zar Iván Alejandro. |